# Kārlis Alainis
Kārlis Alainis (ur. 18 czerwca 1985) – łotewski lekkoatleta specjalizujący się w rzucie oszczepem.
W 2007 został młodzieżowym wicemistrzem Europy. Reprezentant Łotwy w zimowym pucharze Europy (2008). Rekord życiowy: 81,64 (7 czerwca 2009, Windawa)

## Progresja wyników
| Rok  | Wynik | Data           | Miejsce |
| ---- | ----- | -------------- | ------- |
| 2003 | 68,52 | 30 maja        | Ryga    |
| 2004 | 67,95 | 8 października | Ryga    |
| 2005 | 71,00 | 9 lipca        | Ryga    |
| 2006 | 76,91 | 27 maja        | Ryga    |
| 2007 | 77,04 | 13 czerwca     | Ryga    |
| 2008 | 80,43 | 30 sierpnia    | Merksem |
| 2009 | 81,64 | 7 czerwca      | Windawa |
| 2010 | 79,32 | 8 maja         | Osaka   |